# Black Creek
Pour les articles homonymes, voir Black Creek (homonymie).
 (août 2018).
Si vous disposez d'ouvrages ou d'articles de référence ou si vous connaissez des sites web de qualité traitant du thème abordé ici, merci de compléter l'article en donnant les références utiles à sa vérifiabilité et en les liant à la section « Notes et références ».
Black Creek est une communauté canadienne de la Colombie-Britannique. Située sur la côte est de l’île de Vancouver, à environ 16km au nord de Courtenay, c'est principalement une communauté agricole et une ville-dortoir.

## Histoire
Black Creek a accueilli plusieurs camps d'exploitation forestière au début du vingtième siècle, tels que le Coox Logging & Railway camp no 3 qui se situait sur ce qui est maintenant Endall Road. La fin de Endall Road rejoint le cul-de-sac de Hamm Road. Une partie du dortoir est maintenant adjacente à un domaine immobilier local.

La zone a été rendue accessible aux mennonites germanophones arrivant d'URSS via Mexico ou les Prairies canadiennes dans les années 1930. Ils ont laissé une tradition de travail assidu, d'un quotidien fait de lutte et de culture du fruit sur un sol pierreux qui a jadis porté les plus grands sapins de Douglas dans le monde. On en trouve encore des traces aujourd'hui dans les nombreux petits jardins et fermes qui longent la Old Island Highway. La tradition Mennonite est encore présente dans la vallée et dans l'esprit des populations qui la peuple.